# Chris Tvedt
Œuvres principales
Dødens sirkel
Chris Tvedt, né le 3 août 1954 à Bergen, en Norvège, est un écrivain norvégien, auteur de roman policier.

## Biographie
Il fait des études de droit et de littérature à l'université de Bergen avant d'exercer la profession d'avocat.
En 2005, il publie son premier roman, Rimelig tvil. En 2010, il fait paraître Dødens sirkel avec lequel il remporte le prix Riverton 2010.

## Œuvre

### Romans
- Rimelig tvil (2005)
- Fare for gjentakelse (2007)
- Skjellig grunn til mistanke (2008)
- Rottejegeren (2009)
- Dødens sirkel (2010)
- Av jord er du kommet (2012)
- Den blinde guden (2013)
- Djevelens barn (2014)

## Prix et distinctions

### Prix
- Prix Riverton 2010 pour Dødens sirkel[1]